# 殿村美樹
殿村 美樹（とのむら みき、1961年2月26日 - ）は、日本の実業家、PR専門家、株式会社TMオフィス代表取締役。一般社団法人地方PR機構代表理事。京都府宇治市出身。代表的なPR戦略に「今年の漢字」「ひこにゃん」「うどん県」「佐世保バーガー」などの地方発国民的ブームがある。

## 来歴
- 1961年　京都府宇治市生まれ[2]。
- 1983年、関西外国語大学英米語学科卒業。
- 1989年、TMオフィス創業。1992年、大阪市に株式会社TMオフィス設立。
- 1993年、佐世保市とハウステンボスの共同プレスツアー「ヨーロッパとアメリカを楽しむ二泊三日の旅」を企画し、首都圏を中心とした約50社の全国マスコミに佐世保のハンバーガー（後の佐世保バーガー）を紹介。 以来2年間にわたって、新聞やテレビの全国メディアを誘致し続ける[3]。
- 1995年、兵庫県西宮市で阪神淡路大震災に被災。被災経験を生かして（財）日本漢字能力検定協会とPR契約を結び、漢字を振興するための企画「今年の漢字」をプロデュース。このPR戦略のノウハウが「お金をかけないPR戦略」の基盤となる[4]。
- 1997年、香川県とPR契約を結び、さぬきうどんの「セルフうどん」を食べ歩きするプレスツアーを企画。約50社の全国マスコミの共同取材を仕掛け、地元のタウン誌が取材した『恐るべきさぬきうどん』を取材資料として配布。以来3年間にわたり、『恐るべきさぬきうどん』を資料にマスメディアの現地取材を誘致し続ける[5]。
- 2005年、プレスリリース自動作成サービス（ビジネスモデル特願2005-369067）を発明。
- 2007年、滋賀県の依頼で「彦根城築城400年祭」を記念してキャラクター「ひこにゃん」を案内役とした全国メディアを対象としたプレスツアーを実施。全国規模で「ひこにゃん」の集中報道が起こる[6]。
- 2007年、フジサンケイ ビジネスアイにコラム「地方の元気前線」連載を開始[7]。
- 2008年、関西大学社会学部の広報論非常勤講師。
- 2009年（独）中小企業基盤整備機構経営支援アドバイザーに就任。
- 2010年、日本の伝統文化をPR戦略で復興させる「畳新市場開拓プロジェクト」で「PRアワードグランプリ ソーシャ ルコミュニケーション部門 最優秀賞」受賞。
- 2011年、香川県「うどん県。それだけじゃない香川県」プロジェクトをPRプロデュース。インターネットを使った新しいPR手法を打ち出す。
- 2012年、経済産業省「ホットローカル研究会」委員就任。
- 2013年、内閣官房「ふるさとづくり有識者会議」委員就任。
- 2014年、厚生労働省「公的年金の分かりやすい情報発信モデル事業検討会」委員就任。 経済産業省「地域ストーリー作り研究会」委員就任。総務省「地域イノベーション有識者懇談会」委員就任。
- 2015年、同志社大学大学院ビジネス研究科MBAプログラム「地域ブランド戦略」嘱託教員。
- 2016年、PR歴30年の集大成となる書籍「ブームをつくる 人がみずから動く仕組み」（集英社新書）を上梓。 公益社団法人日本パブリック・リレーションズ協会 理事就任。 内閣官房「ふるさとづくり実践活動チーム」メンバー就任。
- 2017年、内閣府「地域活性化伝道師」就任。 国土交通省「JAPANコンストラクション国際賞」委員就任。
- 2019年、大阪府認定 職業能力開発校 一般社団法人地方PR機構 設立。代表理事に就任。  テレビ大阪 放送番組審議会委員就任。
- 2020年、内閣官房「全世代型社会保障に関する広報の在り方会議」「ふるさと活性化支援チーム」委員就任。 神姫バス株式会社 社外取締役就任。
- 2022年、復興庁「持続可能な復興広報を考える検討会議」構成員就任。
- 2023年、財務省 近畿財務局アドバイザリー就任。
- 2024年、財務省 近畿財務局 金融行政アドバイザリー 就任。
- 2025年、文化庁 日本遺産 審査・評価委員会  委員就任。

## 出演
- TBS「がっちりマンデー!!」（2007年10月7日）
- TBS「みのもんたの朝ズバッ!」ゲストコメンテーター（2011年6月1日）
- 日本経済新聞フォーカス（2012年1月30日）
- NHK「ドラクロワ」思わぬことで人生が変わったスペシャル（2012年2月3日）
- 週刊エコノミスト ワイドインタビュー問答有用（2012年6月25日）
- ABC「キャスト!」「ブームの仕掛け人がホントすごいんです」（2012年7月11日）
- 関西テレビ「スーパーニュースアンカー」密着取材！ご当地PRなう（2012年5月15日）
- フジテレビ「新・週刊テレビ批評」「変化する地方自治体のメディア戦略」（2012年9月22日）
- TBS「有田とマツコと男と女」「年商千億の社長軍団vsニート」（2013年1月2日）
- 日本テレビ「心ゆさぶれ!先輩ROCKYOU」「心ゆさぶるトゥルーストーリー」今年の漢字誕生秘話 / 殿村美樹（2013年2月23日）
- 朝日新聞 全国経済面　地域発企業発（2013年4月9日）
- 日本経済新聞 自虐PR 地域に光（2013年5月6日）
- TBS「ひるおび!」 地域再生のプロとしてコメント出演（2013年6月5日）
- テレビ東京「ソロモン流」賢人・殿村美樹（2013年7月7日）
- 読売テレビ「ten×選挙×社長」関西名物社長として出演(2013年7月21日)
- NHK BSプレミアム「めざせ!グルメスター」ブレーンとして出演(2013年7月25日、10月3日、10日、11月14日、12月5日、2014年3月6日)
- 週刊ポスト グラビア「その『ゆるキャラ』人気者にします」(2013年7月29日発売 8月9日号)
- 日本経済新聞 日経プラスワン　知求見聞「私のひきだし」インタビュー5回連載（2013年11月30日、12月7日、14日、21日、28日）
- 日経ビジネス Associe 特集「ひらめき脳は作れる」見開きインタビュー（2014年2月10日）
- NHK岡山放送局「現場に立つ」PR専門家として出演（2014年3月7日）
- CBCテレビ「イッポウ」特集「激論!人口減少ニッポン」パネリストとして出演（2014年4月14日）
- 日経ビジネス Associe 6月号「本能と五感に訴える100%通る企画書の作り方」4ページインタビュー（2014年5月10日）
- 女性自身9月23日号「シリーズ人間」「埋もれた宝」がいっぱい、私には見える（2014年9月9日）
- 毎日放送「VOICE」特集「Bossの流儀」ブーム仕掛け人 / 殿村美樹（2015年1月6日）
- 毎日放送「ちちんぷいぷい」石田ジャーナル「地方を元気にしたい!ブーム仕掛け人」（2015年2月20日）
- 日本テレビ「スッキリ!!」地方PR動画特集　専門家としてコメント出演（2015年10月19日）
- 日本テレビ「真相報道 バンキシャ!」地方PR特集 専門家としてコメント出演（2015年10月25日）
- テレビ朝日「ビートたけしのTVタックル」ブームの仕掛人特集出演(2016年1月18日)
- 週刊東洋経済「ひと烈風録」6ページインタビュー（2016年2月13日号）
- ABC「ビーパップ!ハイヒール」カシコブレーンとして出演（2016年3月24日）
- BS-TBS「週刊報道Bizストリート」リーダーズコーナー生出演（2016年4月9日）
- テレビ大阪「ニュースリアル FRIDAY」コメンテーターとして出演（2016年4月15日、5月6日、７月18日、8月5日、8月26日、11月4日、12月23日）
- 日本テレビ「超頭脳トレード」に「ＰＲ界の超頭脳」として出演（2016年６月６日）
- テレビ東京「わたしはワケあり成功者～どん底からの逆転学」に成功者として出演（2016年11月30日）
- NHK「ニュースウオッチ9」新年インタビュー特集に出演（2017年1月5日）
- BSジャパン「お金のなる気分」ゲスト出演（2017年1月26日）
- TBS「白熱ライブ ビビット」ビビットFOCUS特集に出演（2017年2月7日）
- 中日新聞・東京新聞「あの人に迫る」地方は宝の山「引き算」でPR（2018年3月3日）
- 毎日新聞「岐路の風景」「ご当地キャラ」ブーム インタビュー（2018年8月28日）
- 朝日放送「おはよう朝日です」特集「あなたの町を盛り上げ隊 丹波篠山市」（2019年2月28日）
- eo光テレビ「たむらけんじのぶっちゃ～けBar」（2019年8月5日）
- FM OH!・TOKYO FM「Nestlé presents CHEER UP! MORNING」（2019年8月31日・9月7日）[8][9]
- 朝日新聞デジタル「魂の中小企業」今年の漢字、ひこにゃん、うどん県・・・ＰＲ３千件の女（2019年10月15日）
- 産経新聞「関西経営者列伝 風吹こうとも」（2019年12月6日・13日・20日・27日）
- 旬刊旅行新聞トップ記事「PRプロデューサー殿村美樹氏「情」に刺さるPR戦略を語る」(2020年7月21日)
- 産経新聞「誇れる街へ　意識持つ機会」インタビュー（2020年10月22日)
- あまから手帖「食のSDGs」インタビュー(2021年8月号)
- BS-TBS「Bizスクエア」Biz特集「話題のフレイル予防ツアーとは？」スタジオゲスト出演（2021年10月23日）
- 日本経済新聞「関西のミカタ」ご当地の魅力発掘しPR インタビュー（2021年11月24日）
- 毎日新聞「論点」東日本大震災の風化に関するインタビュー記事掲載（2023年3月10日）
- ラジオ関西「明日への視点 ～殿村美樹に聴く～」 (2024年3月14日)
- BS11「報道ライブ インサイドOUT」【「地方創生」の実現は】「103万円の壁」が足かせに？（2024年11月20日）

## 著書
- 『テレビが飛びつくPR  予算9万円で国民的ブームを起こす方法』（ダイヤモンド社）
- 『売れないものを売る ズラしの手法』（青春出版社）
- 『どんな人でも買わずにはいられなくなる「欲望直撃」のしかけ』（すばる舎）
- 『ブームをつくる 人がみずから動く仕組み』（集英社新書）
- 『すごすぎる！武将たちのPR戦略』（ワニブックスPLUS新書）

### 執筆
- フジサンケイ ビジネスアイ 隔週連載コラム「地方の元気前線」（2007年8月～2014年3月／全161回）
- 広報会議　巻頭特集「費用ゼロで商品を売るアイデア」に「売るために必要な広報」（2013年10月号）
- PHP 「くよくよしない人 心穏やかな人」特集「居場所をズラす」（2014年5月号）
- 都市問題 巻頭言「一喝破風雲」に「地方活性化から、地方共生の時代へ」（2014年8月号）
- 日経BPネット 日経BizCOLLEGE「新市場をつくる！ブーム仕掛け大作戦」連載（2015年2月25日～7月8日）京都「人生がラク」になるイイ話（2015年9月14日～2016年12月26日）
- YOMIURI ONLINE 深読みチャンネル（2016年4月～2019年3月）
- 夕刊フジ「売れないものを売る極意」（2016年10月～2020年1月）
- 日経ビジネスオンライン「京都あれこれ『PRのプロ』と楽しむイイ話」（2017年1月～8月）
- 週刊新潮「マイオンリー」コラム（2018年11月29日号）
- 日経グローカル「地域ブランド戦略」（2019年４月～2023年9月）
- 夕刊フジ「令和を変える！関西の発想力」（2020年2月～2025年1月）
- 日経BizGate「新型コロナに勝つ！中小企業の現場から」（2020年4月～5月）
- 内外情勢調査会J2TOP「アフターコロナのPR」(2020年10月号)
- 経済広報センター月刊経済広報「アフターコロナの広報」（2021年3月号）「コロナ禍のブランド戦略」(2021年9月号) 「Z世代とのコミュニケーション ～ デジタルネイティヴの斬新な視点に注目を～」 (2023年8月号)
- 宣伝会議「広報DX」秋葉賢也と対談(2021年6月刊)
- YOMIURI ONLINE 大手小町「今年の漢字5度目の「金」に違和感…世相反映が共感されなくなった理由」(2024年12月12日）
- 財務省 「ファイナンス」巻頭言（2025年5月)
- 経済広報センター 月刊経済広報「AI時代のキャッチフレーズ」 (2025年6月)